# Bienkoxenus transaltaicus
Bienkoxenus transaltaicus är en insektsart som beskrevs av Podgornaya och Andrej Vasiljevitj Gorochov 1989. Bienkoxenus transaltaicus ingår i släktet Bienkoxenus och familjen vårtbitare. Inga underarter finns listade i Catalogue of Life.